# アンディ・シーツ
アンドリュー・マーク・シーツ（Andrew Mark "Andy" Sheets, 1971年11月19日 - ）は、アメリカ合衆国・ルイジアナ州バトンルージュ出身の元プロ野球選手（内野手）。
日本野球機構（NPB）での表記はアンディー・シーツ。元・MLB投手のベン・シーツは従兄弟。

## 経歴

### マリナーズ - デビルレイズ時代
ルイジアナ州立大学からシアトル・マリナーズ、サンディエゴ・パドレス、アナハイム・エンゼルス、ボストン・レッドソックス、タンパベイ・デビルレイズに所属。本職は遊撃手であるが、二塁手や三塁手もこなしていた。1998年のワールドシリーズの第2戦と第3戦にも出場した。

### 広島時代
2002年12月18日にタンパベイ・デビルレイズ(現レイズ)から金銭トレードという形で広島東洋カープに入団。前年カープの失策数は12球団ワーストと守備が課題であり、その強化として期待された。しかしシーツは華麗なグラブさばきをみせることもあったものの雑なプレーも目立ち、14失策を記録。しかしながら打撃で貢献。退場者2名（高橋建、新井貴浩）を出すなどもつれた試合となった6月4日の対読売ジャイアンツ（巨人）戦では初のサヨナラホームランを放つなど長打力も発揮し、開幕当初は2番打者だったが、後半戦からは不振の新井貴浩に代わって4番打者を務めた。
2004年オフ、シーツは広島球団に2年総額350万ドル以上の複数年契約を要求したが、広島がこれに応じなかったため11月10日自由契約となった。これに対し、阪神がすぐに獲得を表明し、福岡ソフトバンクホークスとの争奪戦の末、2年総額400万ドル＋出来高払いで12月8日に正式契約した。阪神は横浜ベイスターズを退団したタイロン・ウッズの獲得を目指していたが、中日ドラゴンズと争奪戦になり、マネーゲームの末中日に敗れていたことがシーツ獲得の背景にあった。

### 阪神時代
阪神に移籍後は主に一塁手を務め、ショートバウンドの送球処理や一塁のベースカバーに入る投手へのトスの上手さ、また、一塁線への痛烈な打球を処理して併殺を奪うなど、守備面で高く貢献した。2005年から3年連続でゴールデングラブ賞を獲得している。打撃面でも主に3番に座り、2005年7月26日の対巨人戦（東京ドーム）では自身初の1試合3本の本塁打を放つなど、主力選手としてこの年のチームのリーグ優勝に大きく貢献した。
2006年もリーグ2位のシーズン180安打を記録するなどコンスタントに活躍し、オールスターゲームにも選出された。
2007年は、開幕から10試合連続安打を放つも、その後深刻な打撃不振に陥り二軍降格も経験。今岡誠の離脱により三塁手でのスタメン出場が多く、今岡の復帰後は再び一塁手に戻った。その後も林威助らにスタメンを譲ることが増え、結局この年は来日後ワーストの成績に終わり、11月12日に高年俸や高齢を理由に自由契約になった。その後、「愛する阪神タイガース以外でプレーする気はない」と言い、現役を引退。同時に外国人担当打撃コーチ就任も打診されたが、しばらくはアメリカで子どもたちといたいという本人の希望から見送られた。

### 引退後
2009年4月、阪神の駐米スカウトに就任。同年12月、同じく阪神の駐米スカウトであったトーマス・オマリーが契約を解除されたため、シーツが阪神の駐米スカウトとして全権を委任されることとなった。同年オフにコロラド・ロッキーズからマット・マートンを獲得し、これがスカウトとしての初仕事となった。そのマートンは1年目に214安打の日本プロ野球新記録(当時)を打ち立て、スカウトとしてのシーツの能力に注目が集まった。
2010年の春季キャンプでは、前年までの春季キャンプで外国人選手に指導していたオマリーに代わってチームに帯同した。
2022年限りで阪神の駐米スカウトを退任。

## 選手としての特徴
シュアで勝負強い打撃が持ち味の好打者。
広島入団前は正確なフィールディングが特徴の選手で、守備を期待されての来日であり、広島に移籍する前のMLBでの3年間は102試合で僅かに3失策だった。広島では遊撃手に固定され、華麗なグラブさばきをみせることもあったものの雑なプレーも目立ち、2003年は14失策を記録。2004年はセ・リーグ最多、セパ両リーグ最多タイの19失策を記録した。阪神に移籍した2005年からは主に一塁手を務め、一塁手として3年連続のゴールデングラブ賞を受賞した。

## 詳細情報

### 年度別打撃成績
| 年 度    | 球 団    | 試 合 | 打 席 | 打 数 | 得 点 | 安 打 | 二 塁 打 | 三 塁 打 | 本 塁 打 | 塁 打 | 打 点 | 盗 塁 | 盗 塁 死 | 犠 打 | 犠 飛 | 四 球 | 敬 遠 | 死 球 | 三 振 | 併 殺 打 | 打 率 | 出 塁 率 | 長 打 率 | O P S |
| -------- | -------- | ----- | ----- | ----- | ----- | ----- | -------- | -------- | -------- | ----- | ----- | ----- | -------- | ----- | ----- | ----- | ----- | ----- | ----- | -------- | ----- | -------- | -------- | ----- |
| 1996     | SEA      | 47    | 124   | 110   | 18    | 21    | 8        | 0        | 0        | 29    | 9     | 2     | 0        | 2     | 1     | 10    | 0     | 1     | 41    | 2        | .191  | .262     | .264     | .526  |
| 1997     | SEA      | 32    | 110   | 89    | 18    | 22    | 3        | 0        | 4        | 37    | 9     | 2     | 0        | 5     | 1     | 7     | 0     | 0     | 34    | 1        | .247  | .299     | .416     | .715  |
| 1998     | SD       | 88    | 219   | 194   | 31    | 47    | 5        | 3        | 7        | 79    | 29    | 7     | 2        | 2     | 1     | 21    | 3     | 1     | 62    | 4        | .242  | .318     | .407     | .725  |
| 1999     | ANA      | 87    | 269   | 244   | 22    | 48    | 10       | 0        | 3        | 67    | 29    | 1     | 2        | 6     | 5     | 14    | 0     | 0     | 59    | 6        | .197  | .236     | .275     | .510  |
| 2000     | BOS      | 12    | 21    | 21    | 1     | 2     | 0        | 0        | 0        | 2     | 1     | 0     | 0        | 0     | 0     | 0     | 0     | 0     | 3     | 1        | .095  | .095     | .095     | .190  |
| 2001     | TB       | 49    | 174   | 153   | 10    | 30    | 8        | 0        | 1        | 41    | 14    | 2     | 0        | 7     | 2     | 12    | 0     | 0     | 35    | 0        | .196  | .251     | .268     | .519  |
| 2002     | TB       | 41    | 164   | 149   | 18    | 37    | 4        | 0        | 4        | 53    | 22    | 2     | 3        | 1     | 2     | 12    | 0     | 0     | 41    | 1        | .248  | .301     | .356     | .656  |
| 2003     | 広島     | 136   | 568   | 514   | 77    | 161   | 32       | 1        | 25       | 270   | 75    | 3     | 4        | 4     | 3     | 43    | 4     | 4     | 118   | 6        | .313  | .369     | .525     | .894  |
| 2004     | 広島     | 134   | 602   | 542   | 91    | 154   | 31       | 1        | 23       | 256   | 85    | 2     | 2        | 3     | 3     | 52    | 1     | 2     | 139   | 8        | .284  | .347     | .472     | .819  |
| 2005     | 阪神     | 137   | 614   | 560   | 98    | 162   | 38       | 1        | 19       | 259   | 85    | 1     | 2        | 1     | 4     | 46    | 2     | 3     | 145   | 15       | .289  | .344     | .463     | .807  |
| 2006     | 阪神     | 143   | 629   | 580   | 87    | 180   | 31       | 1        | 19       | 270   | 75    | 0     | 0        | 3     | 4     | 42    | 2     | 0     | 120   | 18       | .310  | .355     | .466     | .821  |
| 2007     | 阪神     | 132   | 544   | 498   | 60    | 121   | 20       | 0        | 9        | 168   | 54    | 0     | 2        | 9     | 2     | 33    | 0     | 2     | 104   | 17       | .243  | .292     | .337     | .629  |
| MLB：7年 | MLB：7年 | 356   | 1073  | 960   | 118   | 207   | 38       | 3        | 19       | 308   | 113   | 16    | 7        | 23    | 12    | 76    | 3     | 2     | 275   | 15       | .216  | .271     | .321     | .592  |
| NPB：5年 | NPB：5年 | 682   | 2957  | 2694  | 413   | 778   | 152      | 4        | 95       | 1223  | 374   | 6     | 10       | 20    | 16    | 216   | 9     | 11    | 626   | 64       | .289  | .342     | .454     | .796  |

### 年度別守備成績
| 年 度 | 球 団 | 一塁  | 一塁  | 一塁  | 一塁  | 一塁  | 一塁     | 三塁  | 三塁  | 三塁  | 三塁  | 三塁  | 三塁     | 遊撃  | 遊撃  | 遊撃  | 遊撃  | 遊撃  | 遊撃     |
| 年 度 | 球 団 | 試 合 | 刺 殺 | 補 殺 | 失 策 | 併 殺 | 守 備 率 | 試 合 | 刺 殺 | 補 殺 | 失 策 | 併 殺 | 守 備 率 | 試 合 | 刺 殺 | 補 殺 | 失 策 | 併 殺 | 守 備 率 |
| ----- | ----- | ----- | ----- | ----- | ----- | ----- | -------- | ----- | ----- | ----- | ----- | ----- | -------- | ----- | ----- | ----- | ----- | ----- | -------- |
| 2003  | 広島  | -     | -     | -     | -     | -     | -        | -     | -     | -     | -     | -     | -        | 136   | 242   | 412   | 14    | 86    | .979     |
| 2004  | 広島  | -     | -     | -     | -     | -     | -        | -     | -     | -     | -     | -     | -        | 134   | 213   | 420   | 19    | 90    | .971     |
| 2005  | 阪神  | 134   | 1188  | 57    | 8     | 114   | .994     | 1     | 0     | 0     | 0     | 0     | ----     | -     | -     | -     | -     | -     | -        |
| 2006  | 阪神  | 143   | 1273  | 82    | 7     | 112   | .995     | 4     | 2     | 5     | 0     | 0     | 1.000    | -     | -     | -     | -     | -     | -        |
| 2007  | 阪神  | 104   | 655   | 48    | 7     | 69    | .990     | 54    | 35    | 100   | 7     | 8     | .951     | 1     | 2     | 1     | 0     | 1     | 1.000    |
| NPB   | NPB   | 381   | 3116  | 187   | 22    | 295   | .993     | 59    | 37    | 105   | 7     | 8     | .953     | 271   | 457   | 833   | 33    | 177   | .975     |

- 各年度の太字年はゴールデングラブ賞受賞

### 表彰
- ゴールデングラブ賞：3回（一塁手・2005年 - 2007年）
- 月間MVP：1回（2003年8月）
- オールスターゲーム優秀選手賞：1回（2006年第2戦）

### 記録
NPB
- 初出場・初先発出場：2003年3月28日、対ヤクルトスワローズ1回戦（明治神宮野球場）、2番・遊撃手で先発出場
- 初安打：2003年4月1日、対阪神タイガース1回戦（広島市民球場）、3回裏に藪恵市から右翼フェンス直撃二塁打
- 初打点：2003年4月2日、対阪神タイガース2回戦（広島市民球場）、3回裏に藤田太陽から中前適時打
- 初本塁打：2003年4月9日、対横浜ベイスターズ1回戦（横浜スタジアム）、1回表に斎藤隆から右中間へ先制2ラン
- 初盗塁：2003年8月20日、対ヤクルトスワローズ20回戦（広島市民球場）、6回裏に二盗（投手：高井雄平、捕手：古田敦也）
- オールスターゲーム出場：1回 （2006年）

### 背番号
- 30 （1996年）
- 12 （1997年）
- 3 （1998年 - 同年途中）
- 2 （1998年途中 - 同年終了）
- 7 （1999年）
- 18 （2000年）
- 26 （2001年 - 2002年）
- 4 （2003年 - 2007年）

### 登場曲
- 「Boom Shack-A-Lak」Apache Indian（英語版）（2005年 - 2007年）